# 新庄哲夫
新庄 哲夫（しんじょう てつお、1921年10月28日 - 2006年1月10日）は、日本のアメリカ文学者、ジャーナリスト、編集者、翻訳家。本名は新庄 哲雄（読みは同じ）。

## 生涯
アメリカ合衆国サンフランシスコ生まれ、山口県岩国市が本籍。1943年学徒動員により青山学院英文科を繰り上げ卒業、東京新聞外報部勤務となり、戦時下の外務省、戦後のGHQを担当。1953年にハーマン・ウォークの『ケイン号の反乱』の翻訳を上梓しベストセラーとなる。1957年出版部勤務となり「週刊東京」担当、1960年の同誌廃刊とともに本社編集委員。朝夕刊のコラムを執筆、1968年に退社。
大妻女子大学短期大学部教授に就任後、数多くの英米の小説、ノンフィクションを翻訳。特にブライアン・フリーマントルの作品が多い。ジョージ・オーウェル原作の『一九八四年』は1984年にベストセラーとなった。1992年、訳書のあとがきを集めた『ある翻訳家の雑記帖』を刊行し、大衆文学研究賞を受賞した。

## 著書
- 『平和のかけ橋』（東西文明社） 1956
- 『ラルフ・ネーダー 公害ジャングルの告発者』（講談社） 1971
- 『ある翻訳家の雑記帖 Afterwords』（河出書房新社） 1992

### 翻訳
- 『ケイン号の叛乱』（ハーマン・ウォーク、光文社） 1953、ハヤカワ文庫全3巻 1975、フジ出版社 1984
- 『トコリの橋』（ジェームス・A・ミッチェナー、光文社） 1954
- 『黄金のアコーデオン』（カール・サンドバーグ、創元社、世界少年少女文学全集） 1955
- 『エルマ号漂流記』（ヴォルデマー・ヴィーダム、C・B・ウォール、時事通信社） 1956
- 『山火事』（ジョージ・R・スチュワート、新鋭社） 1956
- 『愛と死と』（ジェサミン・ウェスト、新鋭社） 1956
- 『魔の絶壁』（ウィラ・キャザー、新鋭社） 1958
- 『クリスマス・イヴ』（C・M・コーンブルース、早川書房） 1958
- 『私の歩んだ世界』（パール・バック、吉武好孝共訳、荒地出版社） 1958
- 『最後の法廷』（E・S・ガードナー、早川書房） 1959
- 『情事の人びと』（ベン・ヘクト、光文社） 1960
- 『待ち伏せていた狼』（E・S・ガードナー、早川書房） 1960
- 『処刑された被害者』（L・ケネディ、新潮社） 1961
- 『日本人のための無銭旅行入門 たった2万円で世界をめぐる法』（フランツ・グルーバー、光文社） 1962
- 『モンテージ事件』（ヤング、筑摩書房、世界ノンフィクション全集） 1962
- 『ロスト・ワールド』（アーサー・コナン・ドイル、早川書房） 1963
- 『苦悩と歓喜 ミケランジェロの生涯』（アーヴィング・ストーン、二見書房） 1966
- 『チャーチル - 生存の戦い -』（ロード・モーラン、河出書房新社） 1967
- 『ドリトル先生の動物園』（ヒュー・ロフティング、偕成社） 1968
- 『ヴェトナム報告』（メアリー・マッカーシー、河出書房） 1968
- 『ロバート・F・ケネディ 大統領の椅子を狙う男』（ラルフ・デ・トレダーノ、早川書房） 1968
- 『戦車の下の真実 チェコ、八月二十一日の記録』（コリン・チャプマン、集英社） 1968
- 『スターリンとの対話』（ミロバン・ジラス、雪華社） 1968
- 『1984年』（ジョージ・オーウェル、早川書房、世界SF全集） 1968、ハヤカワ文庫 1982
- 『オナシス 七つの海の挑戦者』（W・フライシャワー、ダイヤモンド社） 1969
- 『サンタ・ヴィットリアの秘密』（ロバート・クライトン、集英社） 1969
- 『永遠の都』（ホール・ケイン、潮出版社） 1970、のち潮文庫・潮文学ライブラリー
- 『二人のフォード その人間的考察』（ブートン・ハーンドン、杉原素明共訳、ダイヤモンド社） 1972
- 『広島・板門店・ハノイ  バーチェット自伝』（バーチェット、石坂欣二共訳、河出書房新社） 1972
- 『日本占領』（シドニー・メイヤー、サンケイ新聞社出版局） 1973
- 『キッシンジャー』（C・アッシュマン、角川文庫） 1973
- 『キモノ・マインド』（バーナード・ルドフスキー、鹿島研究所出版会、SD選書） 1973
- 『奈落の人々』（ジャック・ロンドン、潮文庫） 1973
- 『リンドバーグ 第二次大戦日記』2冊組（リンドバーグ、新潮社） 1974
  - 角川ソフィア文庫（上・下） 2016、改題『孤高の鷲 リンドバーグ第二次大戦参戦記』上・下（学研M文庫） 2002
- 『フォード大統領 知られざる素顔』（バッド・ヴェスタル、杉原素明共訳、講談社） 1974
- 『翼の贈物』（リチャード・バック、新潮社） 1975
- 『炎の生涯 ファン・ゴッホ物語』（アーヴィング・ストーン、フジ出版社） 1975、改題『炎の人ゴッホ』（中公文庫） 1990
- 『シャーロック・ホームズの復活』（ジュリアン・シモンズ、新潮文庫） 1976
- 『ホー・チ・ミン』（デイヴィッド・ハルバースタム、角川文庫） 1977
- 『世界傑作推理12選 & one』（エラリー・クイーン編、光文社、カッパ・ノベルス） 1977、のち文庫
- 『天皇の密偵 ミスター・モトの大冒険』（ジョン・P・マーカンド、サンケイ出版） 1977、のち角川文庫
- 『華麗なる情事』（ジューディス・C・エクスナー、柴崎達也名義訳、講談社） 1977
- 『ザ・カンパニー』（ジョン・アーリックマン、角川書店） 1978
- 『殺人計画』（ジュリアン・シモンズ、新潮文庫） 1978
- 『タイム・マシン』（H・G・ウェルズ、学習研究社、世界文学全集） 1978
- 『自殺信仰 「人民寺院」の内幕とガイアナの大虐殺』（マーシャル・キルダフ/ロン・ジェイヴァーズ、講談社） 1979
- 『宝島』（スティーヴンソン、学習研究社、世界文学全集） 1979
- 『わが故郷は荒野に』（ロバート・クライトン、早川書房） 1979
- 『この生命誰のもの』（ブライアン・クラーク、河出書房新社） 1979
- 『カタロニア讃歌』（ジョージ・オーウェル、学習研究社、世界文学全集） 1979、ハヤカワ文庫 1984
- 『息子殺し』（ロイ・ウィンザー、光文社、カッパ・ノベルス） 1980
- 『You あなた自身を探検しよう』（カート・ブレント/ケイ・バチェラー、あずさ書房） 1980
- 『毛沢東の刺客』（アンソニー・グレイ、文春文庫） 1980
- 『クレムリンとのわが闘争 私はスターリンに裏切られた』（ミロバン・ジラス、学習研究社） 1980
- 『暗号の天才』（R・W・クラーク、新潮選書） 1981
- 『武器としてのジョーク』（エゴン・ラーセン、TBSブリタニカ） 1981
- 『核ジャック部隊 プルトニウム千億円を奪え!』（ジェイムズ・ロウ、光文社、カッパ・ノベルス） 1982
- 『おとり捜査』（ロバート・グリーン、河出書房新社） 1982。改題『アメリカン・ハッスル』上・下（河出文庫） 2013
- 『女王陛下が捕われた日 バッキンガム宮殿占拠事件』（ウオルター・ネルソン、光文社、カッパ・ノベルス） 1982
- 『権力の裏切り』（ジョン・アーリックマン、角川書店） 1985
- 『標的は11人 モサド暗殺チームの記録』（ジョージ・ジョナス、新潮文庫） 1986、新版 2005
- 『地上より永遠に』全4冊（ジェームズ・ジョーンズ、角川文庫） 1987
- 『キッドナップ・ビジネス』（マーク・ブレス,ロバート・ロウ、新潮社） 1987
- 『怒る楽しみ ベスト・コラム46』（ラッセル・ベイカー、河出書房新社） 1988、河出文庫 1992
- 『チャイナ・カード』上・下（ジョン・アーリックマン、角川書店） 1990
- 『ヒーローたちのシーズン ベスト・スポーツ・コラム45』（アイラ・バーカウ、河出書房新社） 1990
- 『暗号名グリフィン 第二次大戦の最も偉大なスパイ』（アーノルド・クラミッシュ、新潮文庫） 1992
- 『誰がキーロフを殺したのか』（ロバート・コンクエスト、時事通信社） 1992
- 『ヒトラーの子供たち』（ジェラルド・L・ポスナー、ほるぷ出版） 1993
- 『スパイは未亡人を残した』上・下（ウィリアム・コーソン他、文藝春秋） 1993
- 『若者たちの戦場 アメリカ日系二世第442部隊の生と死』（ドロシー・マツオ、ほるぷ出版） 1994
- 『毛沢東の私生活』上・下（李志綏、文藝春秋） 1994、文春文庫 1996
- 『人間ジョージ・オーウェル』上・下（マイクル・シェルダン、河出書房新社） 1997
- 『インタヴューズ』全2巻（クリストファー・シルヴェスター編、文藝春秋） 1998、文春学藝ライブラリー 全3巻 2014 - 訳者代表
- 『フィデル・カストロ カリブ海のアンチヒーロー』（タッド・シュルツ、高沢明良共訳、文藝春秋） 1998
- 『権力の失墜 大統領たちの危機管理』全2巻（ボブ・ウッドワード、日本経済新聞社） 2000、日経ビジネス人文庫 2004
- 『ガーネット傑作集 2 アスペクツ・オブ・ラブ』（デイヴィッド・ガーネット、河出書房新社） 2004
- 『ラスト・ミッション 日米決戦終結のシナリオ』（ジム・B・スミス、マルコム・マッコネル、麗澤大学出版会） 2006。保阪正康解説

### ブライアン・フリーマントル
- 『KGB』（ブライアン・フリーマントル、新潮選書） 1983
- 『CIA』（ブライアン・フリーマントル、新潮選書） 1984
- 『FIX 世界麻薬コネクション』（ブライアン・フリーマントル、新潮選書） 1985
- 『第五の日に帰って行った男』（フリーマントル、TBSブリタニカ） 1987、のち新潮文庫
- 『産業スパイ 企業機密とブランド盗用』（フリーマントル、新潮選書） 1988
- 『十二の秘密指令』（フリーマントル、朝日新聞社） 1990、のち新潮文庫
- 『食に神が宿る街』（フリーマントル、TBSブリタニカ） 1991
- 『バウンティ号の叛乱』（フリーマントル、原書房） 1996
- 『ユーロマフィア』（フリーマントル、新潮社） 1998、のち新潮文庫（上・下） 2001